# Mezzosopran
Mezzosopran (av italienska mezzo 'halv' och soprano 'sopran') är ett röstläge inom sång, som ligger mellan sopran och alt.
Vid solosång finns två typer av mezzosopraner:
- lyrisk mezzosopran, med röstomfånget cirka a-g2
- dramatisk mezzosopran, med röstomfånget cirka a-b2

Många professionella mezzosopraner kan nå högre toner med klangfull röst. Inom klassisk musik används ofta mezzosopraner idag även i altstämmor, då naturliga altar är mycket sällsynta.
Mezzosopraner kan vara mer eller mindre lika sopraner eller altar, och ligger inom den klassiska terminologin antingen nära den dramatiska alten eller högdramatiska sopranen. Flera sopraner och altar har utvecklats till mezzosopraner och vice versa. Klangen är med denna terminologi något dovare än en typisk lyrisk sopran.
Till de mest kända klassiska partierna för mezzosopran hör titelrollen i Georges Bizets Carmen, Delila i Camille Saint-Saëns' Simson och Delila, Waltrude i Richard Wagners Nibelungens ring, Octavian i Richard Strauss' Rosenkavaljeren och Cherubin i W.A. Mozarts Figaros bröllop.

## Kända mezzosopraner
- Sharon den Adel
- Janet Baker
- Agnes Baltsa
- Fedora Barbieri
- Cecilia Bartoli
- Teresa Berganza
- Aino-Siviä Calonius
- Fiorenza Cossotto
- Malena Ernman
- Enya
- Greta von Haartman
- Jennifer Larmore
- Lahja Linko
- Kerstin Meyer
- Anne Sofie von Otter
- Susanne Resmark
- Giulietta Simionato
- Frederica von Stade
- Birgitta Svendén
- Gunilla Söderström
- Ingrid Tobiasson
- Joyce DiDinato
- Elina Garanca